# Деннштедтиевые
Деннште́дтиевые или денштедтиевые, (лат. Dennstaedtiáceae), или гиполеписовые (Hypolepidaceae) — семейство папоротников порядка Многоножковые. Деннштедтиевые ранее считались подсемейством семейства Циатейные, сейчас, в связи с проведёнными группой APG филогенетическими исследованиями, рассматриваются как самостоятельное семейство.

## Ботаническое описание
Крупные лесные папоротники с ползучими корневищами, одетыми волосками. Длинное корневище интенсивно ветвится, благодаря чему Деннштедтиевые часто образуют заросли, а некоторые их виды стали широко распространёнными сорными растениями. Ветви на корневище отходят не непосредственно от корневища, а от нижней части черешка листа.
Роды Сакколома (Saccoloma) и Ортиоптерис (Orthiopteris) имеют чешуйчатые стебли.
Вайи сильно рассечённые, довольно жёсткие, с крупной тройчатой пластинкой, чаще всего трижды перистые. Нижняя пара перьев у своего основания имеет нектарники, выделяющие сладкую жидкость, привлекающую муравьёв.
Сорусы покрыты двумя покрывальцами: наружным, являющимся модификацией края листа, и внутренним, настоящим покрывальцем. Эти два покрывальца, срастаясь частично или полностью, образуют двустворчатую или получашевидную форму, внутри которой на приподнятом свободном ложе размещаются спорангии. Сорусы смещённого типа, прикрепляются к ложу снизу и частично по сторонам.

## Роды
Согласно данным Королевских ботанических садов в Кью в состав семейство включено родов:
- Blotiella R.M.Tryon — Блотиэлла
- Dennstaedtia Bernh. typus — Деннштедтия
- Histiopteris (J.Agardh) J.Sm.
- Hypolepis Bernh.
- Leptolepia Prantl — Лептолепия
- Lindsaea Dryand. ex Sm. — Линдсея
- Lonchitis L. [3]
- Microlepia C.Presl — Микролепия
- Odontosoria Fee [3]
- Oenotrichia Copel.
- Ormoloma Maxon — Ормолома [3]
- Orthiopteris Copel. — Ортиоптерис
- Paesia A.St.-Hil.
- Pteridium Gled. ex Scop., nom. cons. — Орляк
- Saccoloma Kaulf. — Сакколома
- Sphenomeris Maxon [3]
- Tapeinidium (C.Presl) C.Chr. [3]
- Xyropteris K.U.Kramer [3]

В варианте, предложенном Аланом Р. Смитом (Калифорнийский университет в Беркли) с соавторами, семейство включает в себя 10 родов:
- Blotiella R.M.Tryon — Блотиэлла
- Dennstaedtia Bernh. typus — Деннштедтия
- Histiopteris (J.Agardh) J.Sm.
- Hypolepis Bernh.
- Leptolepia Prantl — Лептолепия
- Microlepia C.Presl — Микролепия
- Monachosorum Kunze
- Oenotrichia Copel.
- Paesia A.St.-Hil.
- Pteridium Gled. ex Scop., nom. cons. — Орляк

## Распространение и экология
Представители семейства Деннштедтиевые растут в Евразии (Китай, Япония, Тайвань, север Европы), Северной Америке (почти повсюду в Канаде и США, на севере Мексики), в умеренной части Южной Америки, а также в Австралии и Новой Зеландии.
Орляк обыкновенный (Pteridium aquilinum), хорошо известный в России,— почти космополит, распространён по всему земному шару (кроме полярных областей и пустынь) на равнинах и в горах (до 3 000 м). Наиболее часто он встречается в светлых лесах или на лесных опушках, обычен на песчаной почве в сосновых лесах, на открытых возвышенных местах, в зарослях кустарников.
Некоторые роды и виды очень полиморфны.